# Église Saint-Martin de Montipouret
Pour les articles homonymes, voir Église Saint-Martin et Saint Martin.
L'église Saint-Martin de Montipouret est une église catholique française. Elle est située sur le territoire de la commune de Montipouret, dans le département de l'Indre, en région Centre-Val de Loire.

## Situation
L'église se trouve dans la commune de Montipouret, au sud du département de l'Indre, en région Centre-Val de Loire. Elle est située dans la région naturelle du Boischaut Sud. L'église dépend de l'archidiocèse de Bourges, du doyenné du Boischaut Sud et de la paroisse de La Châtre.

## Histoire
L'église fut construite entre le XIIe siècle et le XVe siècle. L'édifice est classé partiellement au titre des monuments historiques par arrêté du 5 octobre 1922.

## Description
La partie la plus ancienne est un fragment de chœur du XIIe siècle ; il est orné de quatre colonnes de style roman à chapiteaux à feuillages. Deux arcades très basses, surmontées de niches et décorées en style roman, font communiquer ce chœur avec les restes de deux bas-côtés qui pourrait être les débuts d'un déambulatoire. La nef se termine par un portail du XIIIe siècle, placé sous le clocher, et désaxé par rapport au chœur du XIIe siècle. Le chevet est un mur plat, du XVe siècle, qui remplace l'abside et probablement le déambulatoire du XIIe siècle. De part et d'autre se trouvent deux niches-crédences ogivales, aussi du XVe siècle du même style flamboyant.
L'ensemble a été reconstruit entre 1480 et 1530.
Le transept est composé de deux chapelles de plan carré. Celle du nord est voûtée avec liernes et tiercerons ; les clés de voûte reproduisent les armoiries des anciens fiefs de la commune. Au pied de l'autelde la Vierge, une dalle donne accès à une crypte dont partait un souterrain.
La chapelle du sud, dédiée à Sainte Catherine, est datée de 1488, d'après une inscription sur une plaque au mur. La nef est couverte d'un berceau en bois. Le vitrail de l’abside est contemporain : il date de 1955 et a été réalisé par l'atelier Dettviller sur un carton d'André Louis Pierre.
Durant des travaux de restauration, la chapelle nord s'est effondrée et a été reconstruite à l'identique.
Le clocher est entièrement du XVe siècle et décoré d'un portail sculpté au style renaissance flamboyant.

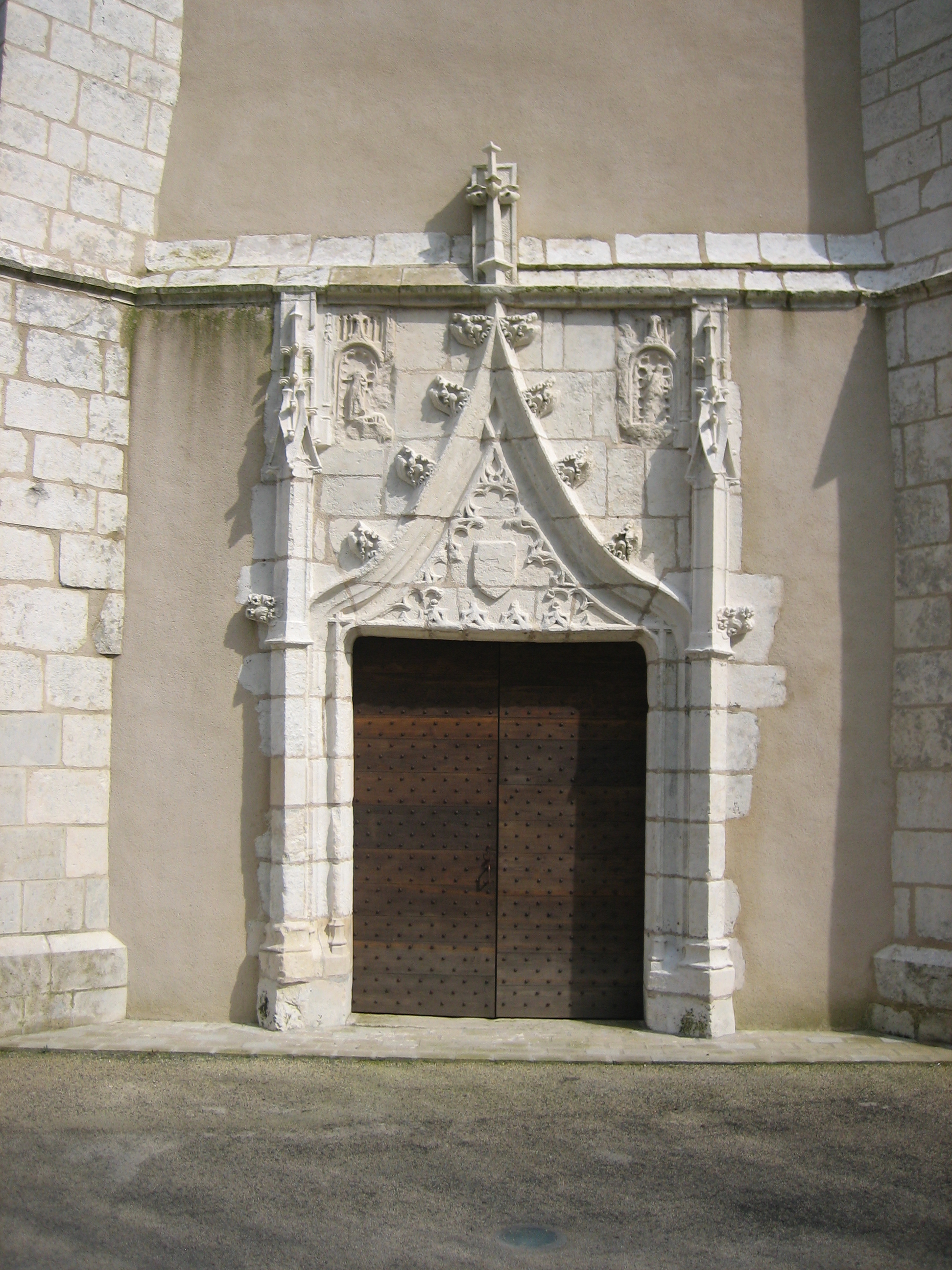
Portail ouest sous le clocher
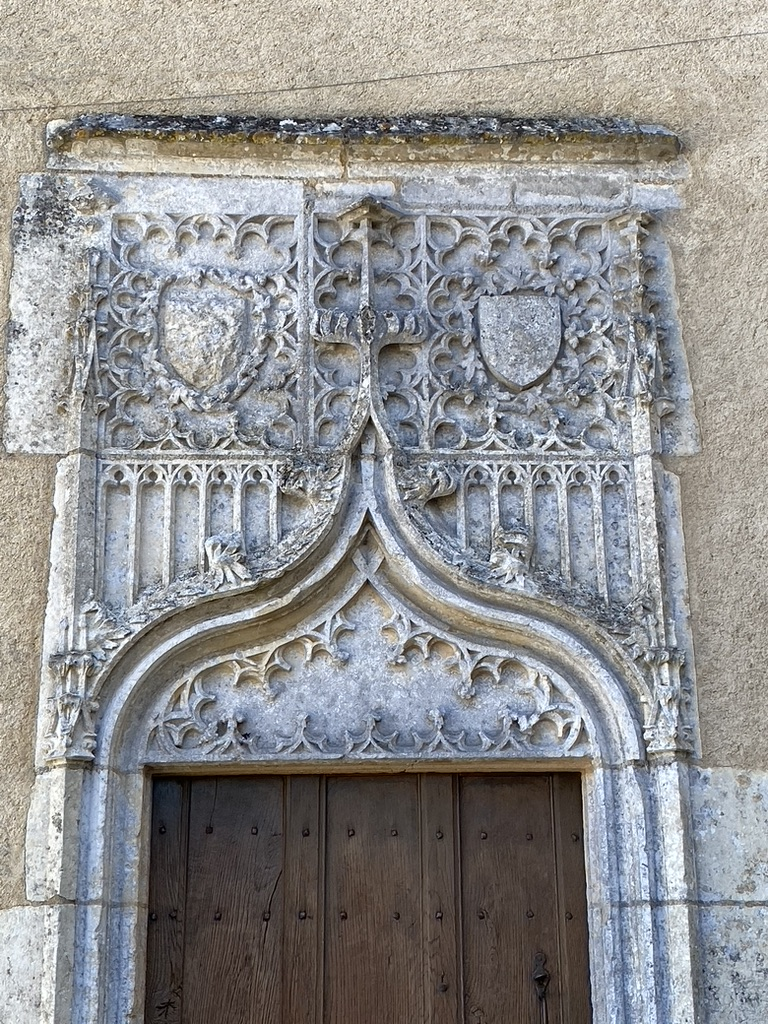
Portail nord  (détail)
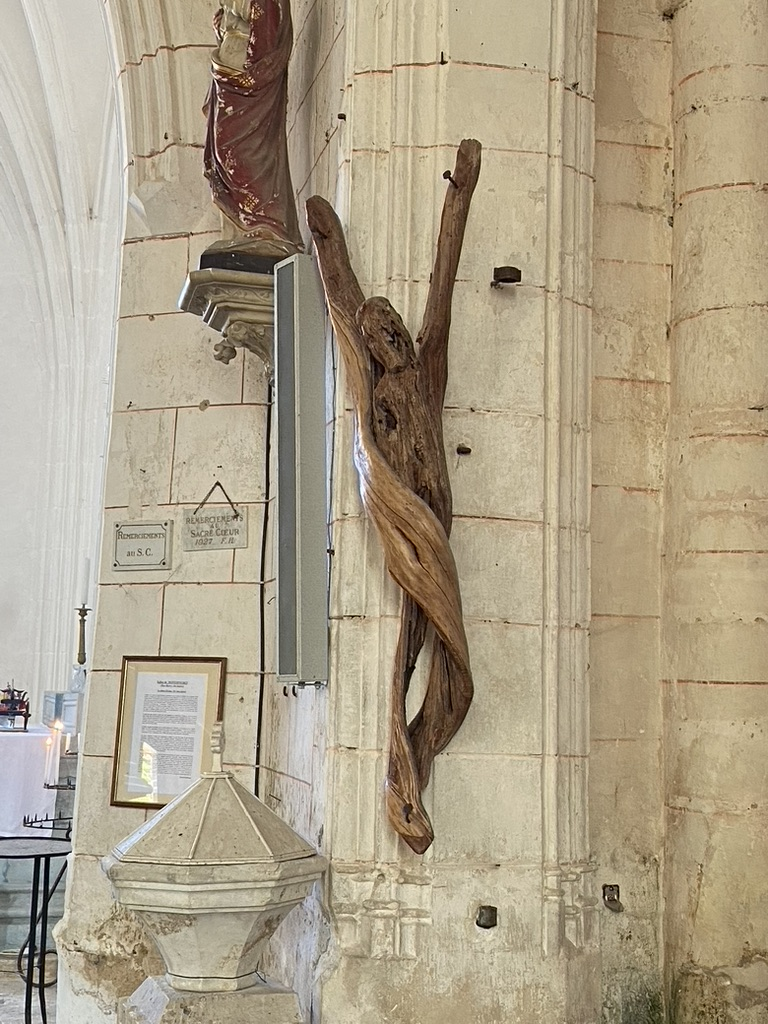
Christ en croix
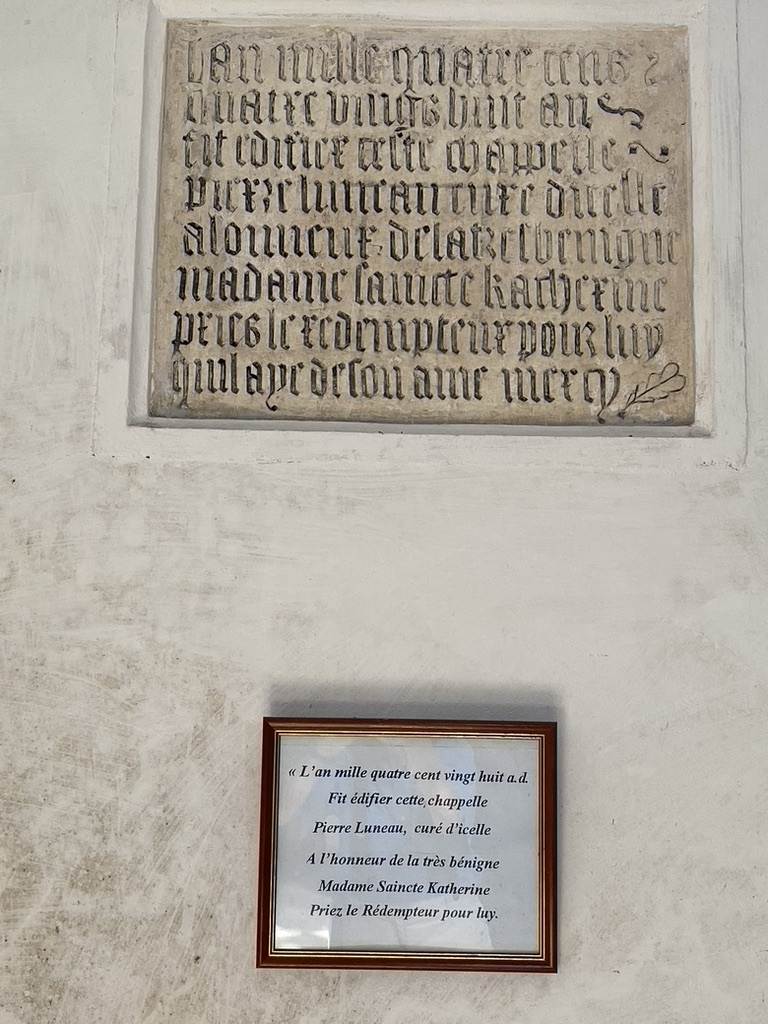
Panneau dans la chapelle sud

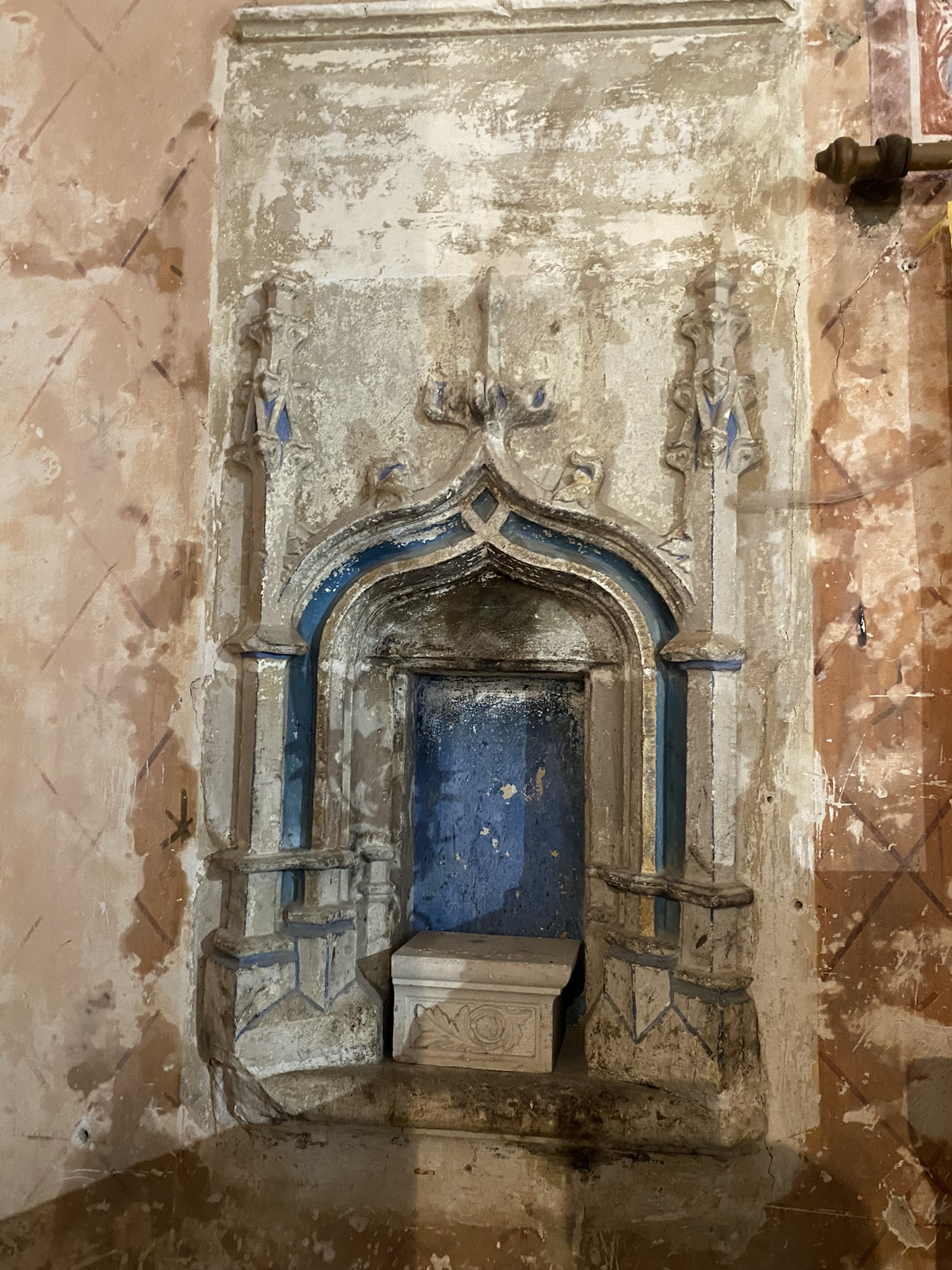
Crédence gauche
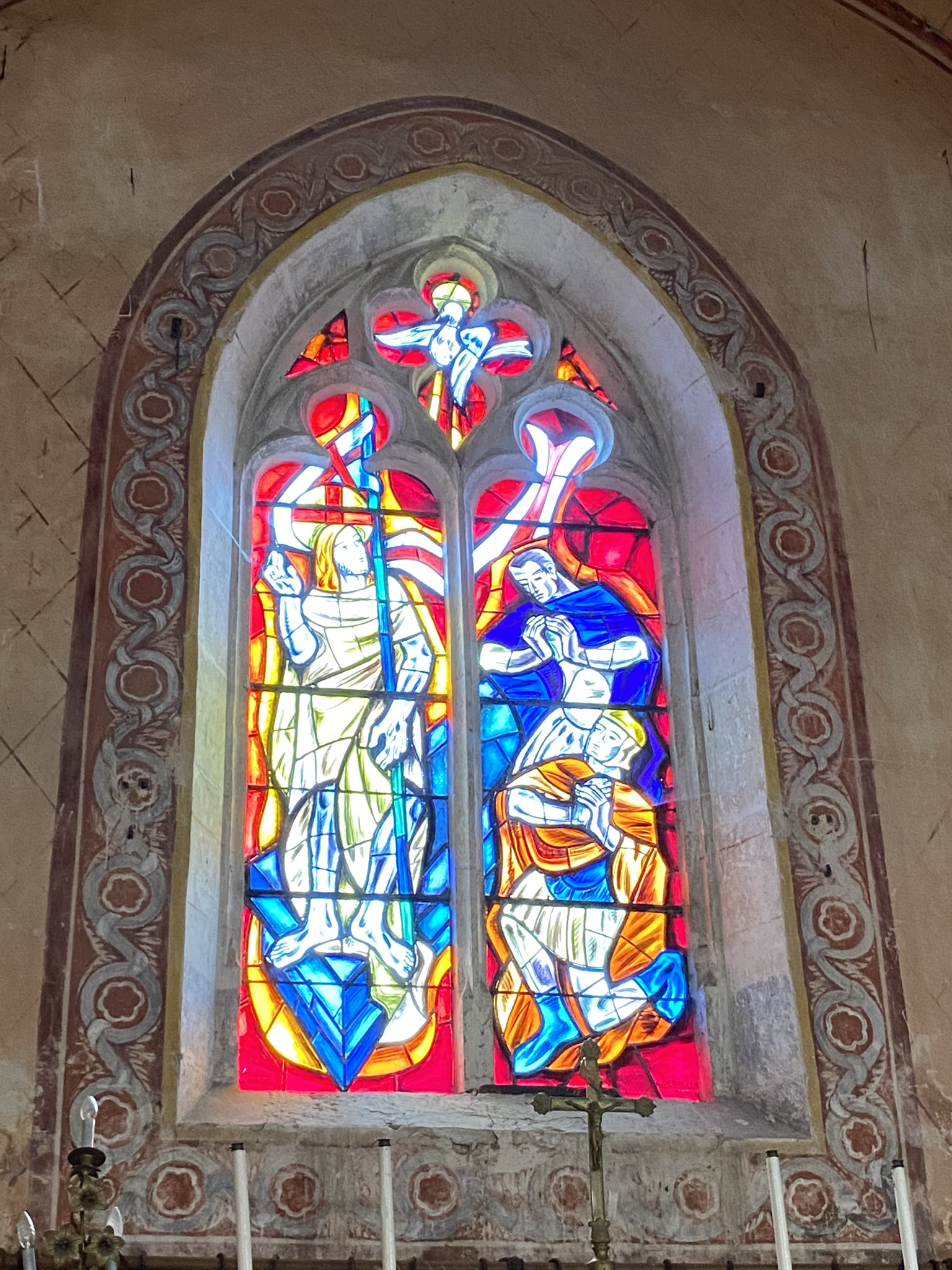
Vitrail de la résurrection
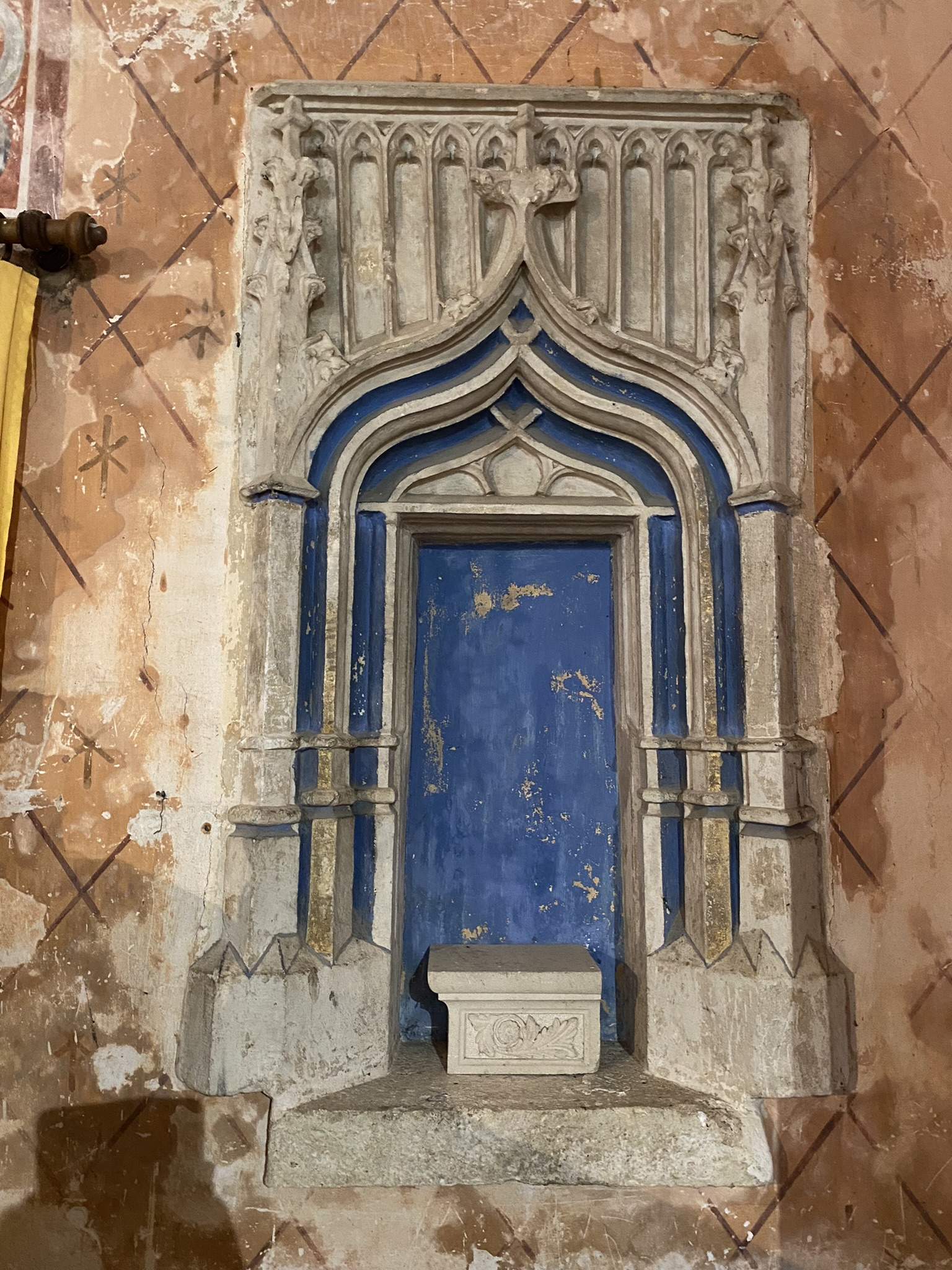
Crédence droite